# 内免
内免（ないめん）は、富山県高岡市にある町である。現行行政地名は内免一丁目から内免五丁目。郵便番号は933-0941。
地名は「この地に入植すれば税を免除された」ことに由来する。

## 地理
千保川左岸に位置し、一部千保川右岸を含む（アルペン高岡店と和食めん処サガミ高岡店の辺り）。
国道156号が3丁目と2丁目、4丁目の間を通る。

## 歴史
現在の区画は昭和42年の町名改正により分けられた。
- 内免1丁目 - 内免本町・内免仲町の各一部からなる。
- 内免2丁目 - 内免本町・内免神明町・内免仲町の各一部と内免東町からなる。
- 内免3丁目 - 内免神明町・西大路・四屋の各一部からなる。
- 内免4丁目 - 内免仲町・内免神明町・西大路の各一部からなる。
- 内免5丁目 - 内免仲町・四屋の各一部からなる。

### 沿革
- 1804年（文化元年） - 加賀藩二上荘で一村立して内免新村と称する（現在の内免1-4丁目、木町、五福町、京町、上四屋、永楽町、金屋本町）。
- 1817年（文化14年） - 内免村として発足（？）
- 1825年（文政8年） - 二上組に属す。
- 1839年（天保10年） - 西条組に属す（ダイコンや高岡染のアイの生産が盛んであった）。
- 1871年（明治4年）8月29日 - 廃藩置県により七尾県射水郡となる。
- 1871年（明治4年） - 一部が高岡町に編入され内免町となる。
- 1872年（明治5年）10月29日 - 七尾県射水郡が新川県に編入され新川県射水郡となる。
- 1876年（明治9年）4月18日 - 石川県に編入。石川県射水郡となる。
- 1883年（明治16年） - 富山県に編入。
- 1885年（明治18年） - 地籍変更により高岡町から再び横田村へ編入。
- 1889年（明治22年）4月1日 - 町村制施行に伴い旧内免町が再び高岡市に編入され高岡内免町となり、残りは射水郡横田村大字内免新村となる。
- 1928年（昭和3年） - 射水郡横田村の高岡市編入に伴い高岡市内免と改称。
- 1948年（昭和23年） - 内免1丁目の辺りは旧横田村の内免と区別するため内免本町と呼ばれる。
- 1967年（昭和42年）10月1日 - 現在の1-5丁目に定められる。

## 世帯数と人口
2018年（平成30年）3月31日現在の世帯数と人口は以下の通りである。
| 丁目       | 世帯数  | 人口    |
| ---------- | ------- | ------- |
| 内免一丁目 | 86世帯  | 183人   |
| 内免二丁目 | 297世帯 | 765人   |
| 内免三丁目 | 186世帯 | 485人   |
| 内免四丁目 | 107世帯 | 239人   |
| 内免五丁目 | 172世帯 | 392人   |
| 計         | 848世帯 | 2,064人 |

## 小・中学校の学区
市立小・中学校に通う場合、学区は以下の通りとなる。
| 丁目       | 番・番地等 | 小学校             | 中学校                 |
| ---------- | ---------- | ------------------ | ---------------------- |
| 内免一丁目 | 全域       | 高岡市立川原小学校 | 高岡市立高岡西部中学校 |
| 内免二丁目 | 全域       | 高岡市立川原小学校 | 高岡市立高岡西部中学校 |
| 内免三丁目 | 全域       | 高岡市立川原小学校 | 高岡市立高岡西部中学校 |
| 内免四丁目 | 全域       | 高岡市立川原小学校 | 高岡市立高岡西部中学校 |
| 内免五丁目 | 全域       | 高岡市立川原小学校 | 高岡市立高岡西部中学校 |

## 行事
- 獅子舞 - 内免神明社が建立された大正期から続き、毎年9月の秋季例祭に合わせて行われる。氷見獅子、射水獅子の影響を受けているとされる。当初は内免新明町自治会が受け継ぎ運営してきたが、現在は内免神明町獅子舞保存会により運営されている。保存会の会員には年齢や居住地の制限は無く、以前の住民や縁故関係の参加者もいる。

## 施設等
公的施設等
- 内免仲町公民館 - 高岡市内免5丁目3-64
- 市立川原保育園 - 高岡市内免1丁目1-1
- 内免郵便局 - 高岡市内免5丁目1-7
- 西高岡変電所 - 高岡市内免4丁目1-45
- 内免橋 - 増水時に油圧で橋を1.15メートル上げ水が堤防の外にあふれ出すのを防ぐ仕組みになっている。

寺社
- 内免神明社 - 高岡市内免2丁目9-15
- 真光寺 - 高岡市内免1丁目5-41

企業・店舗
- 岩倉工芸社 - 高岡市内免1丁目5-10
- 木津塗装工業 - 高岡市内免1丁目5-8
- 藤田美術(株) - 高岡市内免1丁目5-11
- (株)秋元商店 - 高岡市内免2丁目4-8
- 熊谷(株) - 高岡市内免2丁目3-57
- 高岡ガス(株) - 高岡市内免2丁目1-43
- 北陸熱原(株) - 高岡市内免2丁目8-55
- 日東製網(株) 高岡工場 - 高岡市内免2丁目4-1
- 二上米穀燃料店 - 高岡市内免2丁目2-58
- 丸三製薬(株) 高岡支店 - 高岡市内免2丁目1-43
- ヤマト運輸 高岡(内免・横田・野村)センター - 高岡市内免2丁目201-1
- いそべ家具店 - 高岡市内免3丁目9-57
- 小川金属 - 高岡市内免3丁目9-55
- (株)サン美術工芸 - 高岡市内免4丁目6-33
- 塚原着色所 - 高岡市内免4丁目3-32
- (株)富士機工 - 高岡市内免4丁目6-2
- (株)中川木材 - 高岡市内免5丁目3-8